# Мендонса, Жорже
Жорже Пинто Мендонса (порт. Jorge Pinto Mendonça; 6 июня 1954, Силва-Жардин — 17 февраля 2006, Кампинас) — бразильский футболист, нападающий. Забил за карьеру 375 мячей в официальных матчах.

## Биография
Жорже Мендонса родился в Силва-Жардин 6 июня 1954 года. Семья у Жорже была большая, в которой, помимо него, было ещё 5 братьев и сестёр. Отец Жорже, Онофре Мендонса, как и множество бразильцев, очень любил футбол и потому стремился сделать из своих сыновей футболистов. Не избежал этой участи и сам Жорже. Отец отвёл его в местную команду «Унион». И именно отец, имевший связи в клубах Бразилии, порекомендовал, через своих друзей, бывшему покровителю клуба «Бангу» Карлосу де Андраде просмотреть игрока, чем занялся Эусебио де Андраде, который увидел потенциал в футболисте и пригласил его играть за молодёжный состав «Бангу». Поиграв немного за молодёжный состав, Мендонса уже в 18-летнем возрасте дебютировал в основном составе команды, а уже в 1973 году стал вторым бомбардиром Кариоки вместе с Дарио, забив 15 мячей. Благодаря этому успеху, к Жорже проявил повышенный интерес клуб «Наутико» из штата Пернамбуку, куда Мендонса и перешёл в конце того же 1973 года. Множество переходов бразильцев в 1960—1980-е годы связано с тем, что за каждую продажу игрока сам футболист получал по 10 % от суммы сделки.
В 1974 году Мендонса стал лучшим бомбардиром штата Пернамбуку с 24 мячами (столько же забил Зе Карлос) и выиграл с командой Пернамбукано. В следующем году «Наутико» стал второй командой лиги.
Эти успехи пробудили интерес к Мендонсе гранда бразильского футбола, «Палмейраса», который приобрёл его вместе с другим игроком «Наутико», Васконселосом. Купить Мендонсу вынудила необходимость: легенда и символ клуба, нападающий Адемир, заканчивал свою блистательную карьеру, а другой замечательный форвард, Лейвинья, ещё в 1974 году уехал играть в Европу.
Дебютировал Мендонса в зелёно-белой майке 22 февраля 1976 года, выйдя на замену, а уже 6 марта провёл первую официальную игру против клуба «Ферровиария» в чемпионате штата. Первоначально Мендонса не пользовался доверием «рулевого» «Палмейраса» Дино Сани, чему способствовал лишний вес у футболиста, чего Сани, долгие годы игравший в Европе, не терпел. Но с увольнением Сани и приходом на его место Дуду, Жорже Мендонса получил шанс попробовать себя в стартовом составе «Вердао», чем не преминул воспользовался.
«Палмейрас» в 1976 году стал лучшим клубом Лиги Паулиста, а Мендонса был важной частью команды — именно он забил два мяча в последнем туре, когда уже отпраздновавший победу «Палмейрас» победил своего самого принципиально соперника — «Коринтианс» со счётом 2:1.
Всего за три года в «Палмейрасе» Мендонса провёл в разных турнирах 217 матчей и забил 102 гола, а в последний год вошёл в символическую сборную чемпионата. Последний же матч Мендонсы пришёлся на проигранное 30 января 1980 года дерби «Коринтиансу» — 0:1.
Во время игры за «Палмейрас» Мендонса дебютировал в национальной сборной Бразилии, когда 10 апреля 1978 года вышел на поле в товарищеской игре против команды из Саудовской Аравии «Аль-Ахли». Через 18 дней он сыграл против испанского клуба «Атлетико Мадрид». Однако эти матчи против клубных команд не могут считаться официальными и не входят в реестр ФИФА.
Поехал Мендонса и на чемпионат мира 1978 года, где вышел на замену на 83-й минуте матча с Испанией и играл в основе в матче с Австрией (заменён на 84-й минуте), Перу, Аргентиной (заменён на 64-й минуте), Польшей (вышел на замену уже на 7-й минуте игры из-за травмы Зико) и Италией, но голов не забивал.
Из «Палмейраса» Мендонса ушёл в команду «Васко да Гама», и там, проведя всего несколько месяцев, за 16 матчей забил 8 мячей, то есть забивая в каждой второй игре.
Из «Васко» Мендонса ушёл в клуб «Гуарани», где вновь стал забивать: в сезоне 1981 года Мендонса стал лучшим снайпером Паулисты, забив 38 мячей — до него больше забивал лишь в 1965 году «Король футбола», а больше за сезон забивали лишь тот же Пеле и Фейтисо.
После «Гуарани» Мендонса играл в клубах «Понте-Прета», «Крузейро», «Рио-Бранко», «Колорадо» (Куритиба) и «Паулиста»
После окончания карьеры игрока, Мендонса занялся бизнесом, торгуя и сдавая в наём квартиры. Мендонса развёлся со своей женой, но поддерживал контакты с детьми — Кристианом, Фабианом и Жорже Жуниором. Жил футболист в доме родителей своей второй жены Ольги.
16 февраля 2006 год болевшему Мендонсе стало плохо, и он отправился в больницу, где в 00:20 был отпущен домой. На следующее утро, в 08:20 Мендонса скончался от инсульта. Похоронен на кладбище Асасиас.

## Достижения

### Командные
- Чемпион штата Пернамбуку: 1974;
- Чемпион штата Сан-Паулу: 1976;
- Обладатель Кубка Кирин: 1978.

### Личные
- Лучший бомбардир штата Пернамбуку: 1974 (24 гола);
- Серебряный мяч Бразилии: 1979;
- Лучший бомбардир штата Сан-Паулу: 1981 (38 голов).